# Etta Zuber Falconer

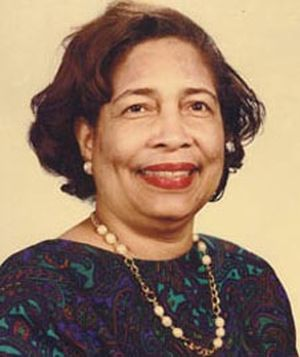

Etta Zuber Falconer (Tupelo, 21 novembre 1933 – 18 settembre 2002) è stata un'educatrice e matematica statunitense, fu una delle prime donne afroamericane a ricevere un Ph.D. in matematica..

## Biografia

### Famiglia
Etta Zuber nacque a Tupelo, Mississippi, figlia di Walter A. Zuber, medico, e Zadie L. Montgomery Zuber, musicista. La famiglia Zuber ebbe due figlie, Etta, la più giovane, ed Alice, la maggiore. Etta, mentre stava insegnando all'Okolona Junior College in Okolona, Mississippi, incontrò e sposò Dolan Falconer, un allenatore di basket. Ebbero tre figli – Dolan Falconer Jr., che divenne un ingegnere nucleare, Alice Falconer Wilson, pediatra, e Walter Zuber Falconer, urologo. Il matrimonio durò per 35 anni, fino alla morte di Dolan.

### Educazione
Etta Falconer frequentò la scuola Tupelo, e si diplomò alla George Washington High School nel 1949. All'età di 15 anni entrò alla Fisk University di Nashville, Tennessee, dove si specializzò in matematica e frequentò anche corsi di chimica. Si laureò con la votazione massima di summa cum laude nel 1953. Mentre era alla Fisk, Falconer entrò a far parte nell'associazione Phi Beta Kappa ed ebbe come insegnante la giovane Evelyn Boyd Granville, la seconda donna afroamericana a ottenere un dottorato di ricerca.
Continuò gli studi alla University of Wisconsin, dove ottenne il suo Master of Science in matematica nel 1954. Siccome era sola nel Wisconsin, decise di non proseguire con il dottorato là, ma ritornò nel Mississippi ad insegnare. Dopo che nel 1965 la famiglia si trasferì ad Atlanta, entrò nella graduate school alla Emory University. Alla Emory ottenne un Ph.D. in matematica nel 1969, con una tesi nel campo dell'algebra astratta.
Per aiutare la creazione del dipartimento di informatica mentre era a capo del dipartimento di matematica al Spelman College, ritornò alla graduate school di Atlanta University, per ottenere un Master of Science in informatica nel 1982.

## Carriera universitaria
Falconer iniziò la sua carriera universitaria nel 1954 all'Okolona Junior College, dove incontrò e sposò Dolan Falconer. Rimase all'Okolona fino al 1963, quando accettò una posizione alla Howard High School in Chattanooga, Tennessee, dove insegnò durante l'anno accademico 1963-64. Quando a suo marito offrirono un lavoro di allenatore al Morris Brown College nel 1965, la famiglia si trasferì ad Atlanta, dove si trovava il Spelman College, una università storicamente afroamericana.
La madre di Falconer studiò alla Spelman, e Falconer si mise in contatto con il capo del dipartimento di matematica dicendogli che voleva insegnare là. Venne assunta come istruttrice nel 1965. Falconer divenne poi professoressa, lasciando la Spelman nel 1971 e unendosi al dipartimento di matematica della Norfolk State University, dove insegnò durante l'anno accademico 1971-1972. Falconer ritornò alla Spelman come professoressa di matematica e capo del dipartimento di matematica.
Falconer si dedico all'insegnamento della matematica ed al miglioramento dell'insegnamento della scienza al Spelman per 37 anni. Nel 1995, disse: "La mia intera carriera è stata dedicata ad aumentare il numero di donne afroamericane che lavorassero nel settore della matematica e in quelli affini".

## Premi e riconoscimenti
Nel 1995, l'Association for Women in Mathematics assegnò a Falconer il Louise Hay Award per gli straordinari risultati ottenuti nell'insegnamento della matematica. Nel 2001, ricevette l'American Academy of Arts and Sciences Mentor Award per i risultati ottenuti durante la sua vita.